# Ratchet & Clank: Armi di distruzione
Ratchet & Clank: Armi di distruzione (titolo originale: Ratchet & Clank Future: Tools of Destruction) è un videogioco della serie Ratchet & Clank. In questo gioco Ratchet e Clank si troveranno a esplorare la galassia di Polaris, governata dallo spietato Imperatore Percival Tachyon. È il quinto capitolo principale della serie (nonché il primo della seconda saga nota come "Future") ed il primo ad essere pubblicato per PlayStation 3.

## Trama
L'imperatore Percival Tachyon, appartenente alla razza dei Cragmiti, conduce da tempo un'ossessiva ricerca del mitico segreto Lombax, un'arma distruttrice che, secondo ciò che si dice, avrebbe vaporizzato i temibili cragmiti nel corso dell'evento che viene chiamato come: "Sporca Guerra" o "Grande Guerra". Per raggiungere tale obiettivo attacca Metropolis, sul pianeta Kerwan, dove risiedono Ratchet e Clank, convinto che il giovane Lombax nasconda la misteriosa arma. Dopo aver combattuto gli scagnozzi di Tachyon, i due fuggono sull'astronave personale dell'imperatore. Questa, sulla quale è attivo il pilota automatico, li conduce nella galassia Polaris, addormentandoli. Clank ha uno strano sogno, in cui delle misteriose creature, noti come gli Zoni, gli indicano uno strano edificio, sostenendo che il passato di Ratchet si trovi lì.
Giunti sul pianeta Cobalia vengono aiutati da un losco contrabbandiere, il quale accetta di portarli a Stratus City. Qui trovano l'edificio misterioso visto in sogno da Clank, ovvero il centro culturale dove scaricano le coordinate per il pianeta Fastoon, un pianeta popolato da Lombax. Arrivati alla loro destinazione, scoprono che il pianeta fu abbandonato anni fa. Nel mentre ricevono un messaggio da un certo Stephan Qwarkanopolus (pseudonimo di Qwark), il quale li invita a partecipare al Festival Imperiale del Combattimento, uno show di combattimenti, presentato proprio dal Capitano Qwark, apparentemente alleatosi con Tachyon. Ratchet prende parte alla sfida nell'arena, conquistando la vittoria. Mentre i due eroi ricevono il premio da Qwark, il capitano svela loro che, messo alle strette dai soldati di Tachyon durante l'attacco a Metropolis e in seguito rapito, ha accettato di diventare consigliere dell'imperatore. Deciso a fare il doppio gioco consegna ai due, un infobot contenente preziose informazioni sul segreto Lombax. Ratchet e Clank scoprono così che il segreto Lombax potrebbe trovarsi all'interno della stazione spaziale di Max Apogee, scomparso misteriosamente. Giunti alla stazione incontrano la dolce Talwyn Apogee, giovane figlia di Max e i due robot da guerra Cronk e Zephir. Questi spiegano che Max prima di scomparire aveva rinvenuto un artefatto Lombax, che è poi stato rubato dal Capitano Slag. Il gruppo si dirige quindi sul pianeta Ardolis, covo dei pirati e dopo aver raggiunto la sala del tesoro, rubano l'artefatto per poi fuggire. Questo si rivela essere un proiettore olografico che fa comparire una mappa di Rykan V. Nel pianeta trovano un laboratorio di ricerca quasi completamente vuoto, con all'interno un olo-proiettore che svela il nome della misteriosa arma, il dimensionatore.
In seguito i due vengono convocati di nuovo da Qwark nell'arena e si ritrovano a partecipare ad un nuovo combattimento. Vinta la sfida, Qwark spiega il motivo della convocazione. Avendo spiato Tachyon, Qwark ha scoperto l'esistenza di un Super Computer chiamato Iris, il quale potrebbe rivelare loro la posizione del dimensionatore. Iris si trova però nei pressi dei territori dei pirati. I due raggiungono Iris, ma il computer è stato danneggiato dai pirati, così Clank è così costretto a muoversi attraverso i meccanismi del computer e aiutato dagli Zoni riesce a ripararlo. Le creature lo informano che Talwyn e i suoi amici sono stati rinchiusi nella prigione imperiale di Zordoom. Le informazioni di Iris svelano che il dimensionatore è un dispositivo capace di creare buchi neri e stabilire contatti con altre dimensioni, i Cragmiti sono stati perciò esiliati in una di queste. Appare quindi evidente che Tachyon abbia intenzione di riportarli su Polaris grazie alla portentosa macchina. Secondo le ultime notizie il congegno venne rinvenuto da Max Apogee, il quale, prima di scomparire, lo nascose a Kerchu City, sul pianeta Jasindu. Ratchet e Clank si dirigono quindi su Jasindu dove riescono a trovare il congegno, ma solo per vederselo sottrarre dai pirati, i quali partono alla volta del loro avamposto nel passaggio di Ublik. Decidono di inseguirli e Ratchet affronta il Capitano Slag in una sfida mortale, riuscendo infine ad annientarlo. Il Lombax diviene così il nuovo capitano dei pirati e può quindi portarsi via il dimensionatore. Ma compare il Capitano Qwark che ruba la macchina e fugge su di un pod, le cui coordinate sono però impostate per atterrare sul pianeta più vicino, ovvero Reepor, il pianeta dei cragmiti.
Arrivati sul pianeta, Ratchet, Clank, Talwyn e i due robot raggiungono Qwark, ma scoprono che è già stato catturato dall'imperatore, che ora ha messo le mani sul dimensionatore. I due vengono a sapere che Tachyon, forte del suo nuovo esercito, sta attaccando Meridian City e dopo aver aiutato a respingere l'attacco e salvato Qwark, Clank intuisce, in base a quanto saputo dagli Zoni, che la prossima mossa dei cragmiti sarà attaccare Fastoon, il giovane Lombax decide di avere fiducia nel suo amico robotico. I due, accompagnati da Talwyn, Cronk e Zephir raggiungono quindi Tachyon nel pianeta dove ha luogo la battaglia finale, in cui lo spietato imperatore finisce risucchiato da un buco nero, mentre il dimensionatore viene irrimediabilmente danneggiato. Tempo dopo, il gruppo si ritrova sulla stazione spaziale Apogee dove improvvisamente compaiono gli Zoni, i quali rapiscono Clank e scompaiono nel nulla. Ratchet decide, quindi, di lanciarsi alla ricerca del suo migliore amico.

## Doppiaggio
| Personaggio                      | Doppiatore originale | Doppiatore italiano                        |
| -------------------------------- | -------------------- | ------------------------------------------ |
| Ratchet                          | James Arnold Taylor  | Giuseppe Calvetti                          |
| Clank                            | David Kaye           | Aldo Stella                                |
| Talwyn Apogee                    | Tara Strong          | Cinzia Massironi                           |
| Capitano Qwark                   | Jim Ward             | Gianni Gaude                               |
| Imperatore Percival Tachyon      | Andy Morris          | Daniele Demma                              |
| Romulus Slag                     | Robin Atkin Downes   | Oliviero Corbetta                          |
| Idraulico                        | Jess Harnell         | Andrea De Nisco                            |
| Contrabbandiere                  |                      | Pietro Ubaldi                              |
| Cronk                            | Dan Hagen            | Pietro Ubaldi                              |
| Zephyr                           | Paul Eiding          | Riccardo Peroni                            |
| Rusty Pete                       | Wally Wingert        | Davide Garbolino                           |
| Drofidi                          |                      | Tony Fuochi                                |
| Pirati                           |                      | Matteo Zanotti Tony Fuochi Andrea De Nisco |
| Mr. Zurkon                       | Marc Graue           | Pietro Ubaldi                              |
| Venditore armi Grummelnet        |                      | Tony Fuochi                                |
| Venditore dispositivi Grummelnet |                      | Dario Oppido                               |
| Venditore armature Grummelnet    |                      | Riccardo Peroni                            |

## Armi, Gadget e Dispositivi
- Onnichiave 8000

- Combustore

- Granata a Fusione

- Shock Ravager

- Gelanator

- Lanciapredator

- Deframmentatore

- Discotron

- Artigli rasoio

- Plasmabestia

- Dischi buzz

- Visicottero

- Lancia tornado

- Mr. Zurkon

- RYNO IV

- Alpha Distruptor

- Spara Mag-Net

- Negoziatore

- Nanosciamatore

- Piroblaster

## Pianeti
- Pianeta Kerwan - Metropolis
- Pianeta Cobalia - Porto spaziale di Cobalia
- Pianeta Kortog - Stratus City
- Pianeta Fastoon - Rovine Lombax
- Asteroidi di Voron (1° mini missione spaziale)
- Pianeta Mukow - Festival imperiale del combattimento
- Fascia di asteroidi di Nundac - Stazione spaziale Apogee
- Pianeta Ardolis - Base pirata
- Campo di Rakar (2° mini missione spaziale)
- Pianeta Rykan V - Raffinerie di lava
- Pianeta Sargasso - Avamposto L51
- Cometa di Kreeli - Supercomputer IRIS
- Pianeta Viceron - Prigione di Zoordum
- Buco Nero di Verdigris (3° mini missione spaziale)
- Pianeta Jasindu - Città Kerchu
- Passaggio di Ublik - Flotta di Slag
- Pianeta Reepor - Rovine dei Cragmiti
- Pianeta Igliak - Meridian City

## Boss
- Pianeta Cobalia - Basilisco Leviathan
- Asteroidi di Voron - Puffy Pants Wallis
- Pianeta Mukow - Crushto
- Pianeta Ardolis - Pirata Furfante
- Campo di Rakar - Iron Crotch Caruso
- Pianeta Mukow - Zorthan
- Buco Nero di Verdigris - Greasepalms McGee
- Pianeta Jasindu - Guardiano Kerchu
- Passaggio di Ublik - Capitano Slag
- Pianeta Fastoon - Tachyon

## Accoglienza
| Testata         | Giudizio |
| --------------- | -------- |
| Play Generation | 95/100   |

La rivista Play Generation diede al gioco un punteggio di 95/100, trovando che l'azione, le piattaforme e l'umorismo classico di Ratchet & Clank caratterizzavano l'avventura che divertiva e stupiva allo stesso tempo.